# Tinamotis
Tinamotis Vigors, 1837 è un genere di uccelli della famiglia Tinamidae.

## Tassonomia
Comprende le seguenti specie:
- Tinamotis pentlandii Vigors, 1837 - tinamo della puna
- Tinamotis ingoufi Oustalet, 1890 - tinamo di Patagonia